# Milton (Nouvelle-Écosse)
Pour les articles homonymes, voir Milton.
Milton est un village de la Nouvelle-Écosse, au Canada situé dans la municipalité régionale de Queens. Il est situé tout juste au nord de Liverpool.